# Blacus genalis
Blacus genalis är en stekelart som beskrevs av Haeselbarth 1974. Blacus genalis ingår i släktet Blacus och familjen bracksteklar. Inga underarter finns listade.